# Lazy (Lázně Kynžvart)
Lazy (německy Perlsberg) jsou osada a část města Lázně Kynžvart v okrese Cheb v Karlovarském kraji. Leží na hřebeni Slavkovského lesa v nadmořské výšce 800 metrů. Český název vyjadřující polohu na stráni dostaly v roce 1948.
Na severním okraji Lazů roste památný strom Pastýřský buk. Jihozápadně od osady leží nejvyšší vrch pohoří Lesný. V roce 2011 zde trvale žilo 17 obyvatel.
Lazy jsou také název katastrálního území o rozloze 4,2 km².

## Historie

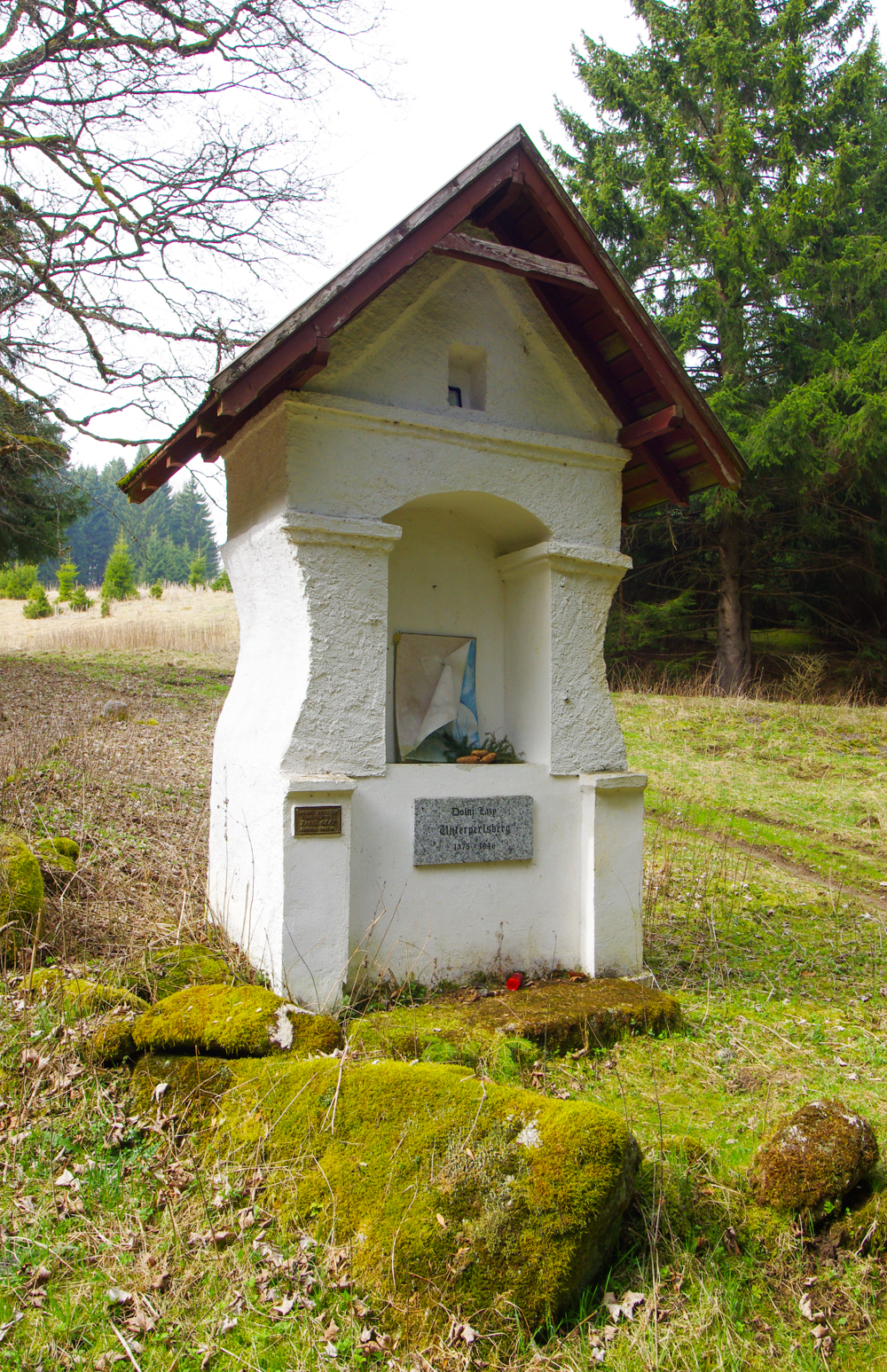
Kaplička v Dolních Lazech

První písemná zmínka pochází z roku 1336, kdy Jindřich z Leuchtenberku nechal dobývat rudy ve zdejších kopcích. Jednalo se zejména o železné a manganové rudy. V roce 1370 jsou Lazy uváděny v seznamu leuchtenberských lén. Osada se dělila na dvě části, na Horní a Dolní Lazy. Horní část se nacházela na náhorní plošině a těsně pod ní. Na ni navazovala dolní část, která se táhla podél cesty do Krásné Lípy a potoka Velké Libavy. Osud obou osad byl společný a i majitelé obou osad byli společní.
V první polovině 16. století vlastnily osadu Šlikové, kteří v roce 1545 otevřeli v Dolních Lazech důl na stříbro, který byl pojmenován jako šachta Marie Pomocné. Po konfiskaci majetků Šliků již dobývání nepokračovalo a důl byl na krátkou dobu obnoven až v roce 1812.
Podél Velké Libavy se nacházelo mnoho mlýnů a hamrů, v roce 1838 se jich zde uvádí celkem dvanáct. Na tak malém území to bylo skutečně hodně.
Po skončení druhé světové války došlo k odsunu německého obyvatelstva. Zkázu obce znamenalo její začlenění do vojenského výcvikového tábora v prostoru Slavkovského lesa.
Z původní zástavby zůstalo zachováno jen několik domů v Horních Lazech, Dolní Lazy zanikly úplně. Ty připomínají pozůstatky starých mlýnů či hamrů a malá výklenková kaplička, zrekonstruovaná v roce 1999.

## Obyvatelstvo
Při sčítání lidu v roce 1921 zde žilo 864 obyvatel, z nichž bylo 863 německé národnosti a jeden cizozemec. K římskokatolické církvi se hlásilo 863 obyvatel, jeden k církvi evangelické.
| Rok            | 1869  | 1880  | 1890  | 1900 | 1910 | 1921 | 1930 | 1950 | 1961 | 1970 | 1980 | 1991 | 2001 | 2011 | 2021 |
| -------------- | ----- | ----- | ----- | ---- | ---- | ---- | ---- | ---- | ---- | ---- | ---- | ---- | ---- | ---- | ---- |
| Počet obyvatel | 1 283 | 1 236 | 1 078 | 962  | 948  | 864  | 885  | 459  | 54   | 39   | 32   | 15   | 22   | 17   | 16   |
| Počet domů     | 150   | 150   | 142   | 135  | 135  | 131  | 136  | 24   | –    | 8    | 7    | 8    | 6    | 6    | 10   |

## Obecní správa
Při sčítání lidu v letech 1850–1959 Lazy byly samostatnou obcí, se kterým patřily nejprve do okresu Planá, ale od roku 1960 v okrese Mariánské Lázně. Od roku 1960 jsou částí města Lázně Kynžvart v okrese Cheb.